# Bailliage d'Orbe-Échallens
1475–1798
Entités précédentes :
- Seigneurie d'Échallens
- Seigneurie d'Orbe

Entités suivantes :
- District d'Échallens
- District d'Orbe
- District de Cossonay

Le bailliage d'Orbe-Échallens, est un des bailliages communs de Berne et Fribourg situé dans l'actuel canton de Vaud. Il est créé en 1476 à la suite des guerres de Bourgogne. 

## Histoire
En 1476, le bailliage est attribué à Berne et Fribourg, en indivision avec les sept autres cantons. Le 29 mai 1484, lors de l'arbitrage dit de "Beromünster", les confédérés cèdent leur part des bailliages communs aux cantons de Berne et Fribourg contre la somme de vingt mille florins.
Le bailliage est composé non seulement des deux bourgades d'Orbe et Echallens, mais aussi d’un cercle de plus petites localités telles que Bottens, Poliez-le-Grand, Poliez-Pittet, Malapalud, Penthéréaz, Goumoëns, Oulens et Mex. Ajoutons que les deux cantons ont d’autres bailliages communs tels que Grandson et Morat. 

## Administration
Juridiquement, les cantons souverains envoient des administrateurs : les baillis. Ce sont les seuls représentants de Berne ou de Fribourg sur place. Les baillis sont choisis alternativement parmi le patriciat de Berne ou Fribourg. Usuellement, le bailli fait partie du Grand Conseil de la ville. Il habite sur place dans son château et sa famille. C’est à lui qu’incombe le bon fonctionnement de l’appareil d’État. 
D’une part, il a la charge de la gestion fiscale du bailliage, il s’occupe par exemple de récolter les impôts. D’autre part, le bailli a la responsabilité judiciaire. C’est-à-dire qu’il a la main sur la haute et basse justice. 
Concrètement, pour assurer une meilleure cohésion des deux villes souveraines dans la gestion de leurs territoires communs le bailli reste en fonction pour une durée de 5 ans. 
Lorsque le bailli est bernois, Fribourg a la haute main et peut juger en dernière instance. Inversement, lorsque le bailli était fribourgeois, il prend ses ordres des autorités politiques de Berne. Ainsi, les villes sont sur un pied d’égalité. L'appel des décisions du bailli doit être porté à la ville dont le bailli n'est pas originaire.
Les baillis sont les suivants, :
- 1475-1480 : Henri Matter (Berne) ; Guillaume d'Affry (Fribourg)
- 1481-1484 : Jean Espagniod (Fribourg)
- 1485-1486 : Guillaume Alwand (Berne)
- 1485-1493 : Jean Guglenberg (Fribourg)
- 1493-1495 : Guillaume Gruyère (Fribourg)
- 1495-1496 : Guillaume d'Englisberg (Fribourg)
- 1499-1500 : Jean Pavillard (Fribourg)
- 1500-1502 : Jean Falck (Falk / Faulcon) (Fribourg)
- 1507-1510 : Pierre Arsent (Fribourg)
- 1515-1520 : Antoine Krummenstoll (Fribourg)
- 1525-1526 : Ulrich d'Englisberg (Fribourg)

Le bailli est secondé par un lieutenant baillival, nommé à vie, choisi parmi les habitants du bailliage.
Le bailli est représenté à Orbe par un châtelain nommé à vie. Le châtelain préside la cour de justice.

## Religion
Le bailliage commun d'Orbe-Échallens dispose d'une situation particulière. En effet, les baillis bernois sont réformés et les baillis fribourgeois sont catholiques. Les habitants du bailliage disposent donc d'un choix relatif quant à leur affirmation confessionnelle et ainsi protestants et catholiques cohabitent. Les lieux de cultes sont partagés et apparaissent des églises paritaires servant aussi bien aux réformés qu'aux catholiques. C'est notamment le cas de l'église paritaire Saint-Germain d'Assens ou de la chapelle Saint-Laurent d'Étagnières.

### Articles
- Jean-Jacques Bouquet, « Echallens (bailliage, district) » dans le Dictionnaire historique de la Suisse en ligne, version du 28 février 2006.
- E. Dupraz, « Les baillis d'Orbe et d'Echallens », Revue historique vaudoise,‎ 1904
- André Jaquemard, « Le régime des deux États Souverains à Echallens », Revue historique vaudoise,‎ 1936 (lire en ligne)